# Ascorhynchus pennai
Ascorhynchus pennai là một loài nhện biển trong họ Ascorhynchidae. Loài này thuộc chi Ascorhynchus. Ascorhynchus pennai được miêu tả khoa học năm 1946 bởi Mello-Leitao.